# Dance Little Sister (Terence Trent D'Arby)
Dance Little Sister è un singolo del cantante statunitense Terence Trent D'Arby, pubblicato nel 1987 come terzo estratto dal primo album in studio Introducing the Hardline According to Terence Trent D'Arby.

## Successo commerciale
Il singolo si piazzò nella Top 20 britannica.